# Blanca de Navarra (duquessa de Bretanya)
Blanca de Navarra (1226 - 1283) era filla de Teobald el Trobador, comte de Xampanya i rei de Navarra, i d'Agnès de Beaujeu, va ser duquessa de Bretanya per matrimoni. El 1236, es va casar amb Joan I el Roig (1217- 1286), duc de Bretanya. Van tenir vuit fills: 
1. Joan II de Bretanya (1239 - 1305), duc de Bretanya. El seu pare li va transmetre el títol de comte de Richmond el 1268
2. Pere (2 d'abril de 1241 - 19 d'octubre de 1268), senyor de Dinan, Hédé, Léon, Hennebont i la Roche-Derrien
3. Alix de Bretanya (6 de juny de 1243 - 2 d'agost de 1288), casada amb Joan I de Blois-Châtillon, comte de Blois i de Chartres;
4. Tibau o Teobald (23 de juliol de 1245 – 23 d'octubre de 1246), enterrat a l'església abacial de Saint-Gildas de Rhuys ;
5. Tibau o Teobald (9 de novembre 1247), mort jove, enterrat a l'església abacial de Saint-Gildas de Rhuys ;
6. Elionor (1248), morta jova, enterrada a l'església abacial de Saint-Gildas de Rhuys ;
7. Nicolau (8 de desembre de 1249 – 14 d'agost de 1251), enterrat a l'església abacial de Saint-Gildas de Rhuys;
8. Robert (6 de març de 1251 – 4 de febrer de 1259), enterrat a l'església del convent dels Franciscans de Nantes.